# Distretto di Berianne
Il distretto di Berianne è un distretto della provincia di Ghardaïa, in Algeria, con capoluogo Berriane.

## Comuni
Il distretto di Berianne comprende 1 comune:
- Berriane